# Hyliote à ventre jaune
Hyliota flavigaster
Espèce
Statut de conservation UICN

 LC  : Préoccupation mineure
L'Hyliote à ventre jaune (Hyliota flavigaster) est une espèce de passereaux de la famille des Hyliotidae.

## Liste des sous-espèces
Selon BioLib (18 juin 2018) :
- sous-espèce Hyliota flavigaster barbozae Hartlaub, 1883
- sous-espèce Hyliota flavigaster flavigaster Swainson, 1837

Selon Catalogue of Life (18 juin 2018) :
- sous-espèce Hyliota flavigaster barbozae Hartlaub, 1883
- sous-espèce Hyliota flavigaster flavigaster Swainson, 1837

Selon la classification de référence du Congrès ornithologique international (version 8.1, 2018) :
- sous-espèce Hyliota flavigaster flavigaster Swainson, 1837
- sous-espèce Hyliota flavigaster barbozae Hartlaub, 1883